# Kelterbergklinge
Die Kelterbergklinge ist eine einen Viertelkilometer lange Waldklinge am Bühlertalrand beim Weiler Unterscheffach der Gemeinde Wolpertshausen im Landkreis Schwäbisch Hall im nordöstlichen Baden-Württemberg. Der weniger als einen halben Kilometer lange, nach ihr benannte Bach durch die Kelterbergklinge mündet am Rande des Weilers Unterscheffach von rechts und Nordnordosten in die untere Bühler.

## Geographie

### Verlauf
Der Bach durch die Kelterbergklinge entsteht auf etwa 375 m ü. NHN an der Talseite der Klingenserpentine der K 2568 Reinsberg–Unterscheffach. Dort laufen zwei bis allenfalls hundert Meter lange Geländerinnen von Nordosten und Norden her zusammen, die gewöhnlich trocken liegen. Die kleine Klinge, die ebenfalls anfangs nur periodischen Durchfluss hat, zieht von dort südsüdwestwärts durch den Hangwald und dann weitere etwa fünfzig Meter von einem Feldgehölz begleitet bis an den Ortsrand von Unterscheffach und den untere Steigenfuß der K 2568.
Ab der anderen Straßenseite läuft der Bach verdolt, zunächst zwischen einigen Häusern durch, dann unterquert er die durchs untere Bühlertal ziehende K 2667. Seine letzten hundert Meter läuft der verdolte Bach durch nurmehr flach abfallendes Gelände an einem weiteren Haus vorbei südwestwärts bis zur Bühler. In deren Stau-Unterwasser mündet er auf etwa 277 m ü. NHN von rechts nach einem insgesamt etwa 0,4 km langen Weg mit mittleren Sohlgefälle von etwa 230 ‰ rund 98 Höhenmeter unterhalb seines Ursprungs an der Steigenserpentine; gegenüber steht jenseits eines langen Streichwehrs im Fluss die Lay-Mühle.

### Einzugsgebiet
Der Bach durch die Kelterbergklinge hat ein Einzugsgebiet von weniger als 0,2 km² Größe, dessen obere Anteile auf der offenen Hochebene rechts des Bühlertals um Reinsberg im Unterraum Östliche Kocher-Jagst-Ebene der Östlichen Kocher-Jagst-Ebene liegen,  während seine Hang- und Bühlertalanteile dem Mittleren Kocher- und Unteren Bühlertal angehören, alle Unterräume des Naturraums der Kocher-Jagst-Ebenen. Der höchste Punkt am Südwestrand von Reinsberg erreicht 425 m ü. NHN.
Im Nordwesten grenzt das Einzugsgebiet des unterhalb mündenden Ramsbachs an, im Osten das des oberhalb ebenfalls in Unterscheffach in die Bühler einfließenden Bachs durch die Heinlesklinge an, beides ebenfalls rechte Klingenbäche zur Bühler.
Das gesamte Gebiet liegt im Gemeindegebiet von Wolpertshausen, besiedelt ist darin nur der Mündungsort, während der Weiler Reinsberg ganz oder fast ganz außerhalb steht.

## Geologie
Um Reinsberg liegt auf einer Kuppe Lettenkeuper (Erfurt-Formation), noch auf der offenen Hochebene und vor der Hangwaldkante setzt darunter der Obere Muschelkalk ein. Erst kurz vor der unteren Waldhanggrenze beginnt der Mittlere Muschelkalk, in dessen Schichthöhe der Klingenbach auch mündet. Diese tiefste mesozoische Schicht ist allerdings bald durch einen quartären Mündungsschuttkegel überlagert, den der kleine Bach mit dem größeren durch die Heinlesklinge gemeinsam hat. Im gesamten Bereich des ausstreichenden Muschelkalks darüber liegt meist Hangschutt.

## Natur und Schutzgebiete
Die Kelterbergklinge ist bis zu sieben Meter tief in den Hang eingegraben, auf der etwa meterbreiten Sohle liegen Schutt und Gesteinsblöcke.
Das Einzugsgebiet gehört schon etwas oberhalb der oberen Waldgrenze zum Landschaftsschutzgebiet Bühlertal zwischen Vellberg und Geislingen mit Nebentälern und angrenzenden Gebieten, ausgenommen die Anteile des Mündungsortes. Der Bach mündet zuletzt im Naturschutzgebiet Unteres Bühlertal, das sich dem Fluss entlangzieht.

### LUBW
Amtliche Online-Gewässerkarte mit passendem Ausschnitt und den hier benutzten Layern: Bachlauf durch die Kelterbergklinge und deren Einzugsgebiet

Allgemeiner Einstieg ohne Voreinstellungen und Layer: Daten- und Kartendienst der Landesanstalt für Umwelt Baden-Württemberg (LUBW) (Hinweise)
1. 1 2 3  Höhe nach dem Höhenlinienbild auf dem Hintergrundlayer Topographische Karte.
2. ↑  Länge nach dem Layer Gewässernetz (AWGN), vermindert um ein kleines, auf der Gewässerkarte zugerechnetes Endstück im Unterwasser des Mühlenwehrs bis zum Rückfluss aus dem Wehrschütz, das auf dem Hintergrundlayer Topographische Karte abgemessen wurde.
3. ↑  Einzugsgebiet abgemessen auf dem Hintergrundlayer Topographische Karte.
4. ↑  Schutzgebiete nach den einschlägigen Layern, Natur teilweise nach dem Layer Geschützte Biotope.

### Andere Belege
1. ↑  Wolf-Dieter Sick: Geographische Landesaufnahme: Die naturräumlichen Einheiten auf Blatt 162 Rothenburg o. d. Tauber. Bundesanstalt für Landeskunde, Bad Godesberg 1962. → Online-Karte (PDF; 4,7 MB)
2. ↑  Geologie nach den Layern zu Geologische Karte 1:50.000 auf: Mapserver des Landesamtes für Geologie, Rohstoffe und Bergbau (LGRB) (Hinweise)